# Tom Bill
Tom Bill, nome artístico de Loris Giraud (Milão, 27 de janeiro de 1900 — ?), foi um ator, cantor, dramaturgo e radialista italiano, naturalizado brasileiro. Atuou no primeiro filme sonoro do Brasil, Acabaram-se os Otários, interpretando o personagem italiano "Xixilo Spicafuoco".

## Biografia
Tom Bill nasceu na Itália em 1900, se naturalizando brasileiro em 1945. Sua carreira artística começou por volta de 1924 e 1925, se apresentando em teatros com outros artistas. Estreou no cinema com o curta-metragem "Vocação Irresistível".  
Em 1929 foi convidado pelo diretor Luiz de Barros para protagonizar ao lado de Genésio Arruda o filme "Acabaram-se os Otários", que seria o primeiro filme sonoro produzido no Brasil. No mesmo ano, atuou no filme "Uma Encrenca no Olimpo", que nunca foi lançado oficialmente nos cinemas. Atuou também no filme de 1931 "O Babão" e em vários curtas-metragens. Fundou ao lado de Genésio Arruda a Companhia Disparates Cômicos, apresentando-se em todo Brasil.
Atuou como radialista na maioria das rádios de São Paulo.

## Filmografia
| Ano  | Título                         | Personagem        |
| ---- | ------------------------------ | ----------------- |
| 1924 | Vocação Irresistível           | —                 |
| 1929 | Acabaram-se os Otários         | Xixilo Spicafuoco |
| 1929 | Uma Encrenca no Olimpo         | —                 |
| 1930 | Lua de Mel                     | —                 |
| 1930 | Canções Brasileiras            | —                 |
| 1930 | Sobe o Armário                 | Ele mesmo         |
| 1930 | Minha Mulher Me Deixou         | Ele mesmo         |
| 1930 | Tom Bill Brigou Com a Namorada | Ele mesmo         |
| 1931 | O Babão                        | Dom Chipola       |